# Департман за англистику Филозофског факултета у Нишу
Департман за англистику Филозофског факултета у Нишу основан је 1971. године, а назив Студијска група за енглески језик и књижевност добио је 1972. Департман организује основне, мастер и докторске академске студије, и један је од најбројнијих на Факултету. Управник Департмана је проф. др Милица Живковић.

## Историја
Утемељивачи Департмана били су проф. др Љиљана Михаиловић и проф. др Вида Марковић. Временом се кадровски састав увећавао, тако да је 1981. шест асистената већ имало докторат наука. Неки од њих провели су по једну школску годину на универзитетима у Америци и Великој Британији: Љиљана Богоева, Ратомир Ристић, Лена Петровић итд. Од 1998. године, на Департману постоје две организационе јединице: Катедра за енглески језик и Катедра за англо-америчку књижевност и културу. Данас је Департман за англистику обједињен. На Департману су предавања за студенте држали бројни еминентни предавачи, гостујући професори из земље и иностранства: проф. др Ранко Бугарски, проф. др Љубомир Михајловић, проф. др Дајана Ларсен Фриман (Diane Larsen-Freeman), проф. др Колин Николсон (Colin Nicholson) и многи други. Низ година су на Департману радили британски или амерички лектори за енглески језик.

## Студијски програм
Студијски програм на Департману за англистику омогућава стицање основних теоријско-методолошких, научних и стручних знања из области англистичке лингвистике, науке о језику уопште, англофоних књижевности, методике наставе страних језика итд. Студенти стичу компетенције у енглеском као страном језику до нивоа Ц1/Ц2 Заједничког европског оквира за језике. Настава се изводи на енглеском и српском језику. Обим студија на основним академским студијама подразумева 256-264 ЕСПБ, и студенти стичу академски назив дипломирани филолог.

## Међународна сарадња
Департман за англистику остварује међународну сарадњу са многим иностраним универзитетима уз помоћ Британске и Америчке амбасаде у виду размене студената и наставника. Неки од програма су: English Language Specialist, Fulbright Teaching Assistant, The Serbia Fellowship Experience итд.